# Phan Nhạc (Tây Tấn)
Phan Nhạc (chữ Hán: 潘岳, 247 – 300), tên tự là An Nhân, đời sau quen gọi là Phan An (潘安), người Trung Mưu, Huỳnh Dương. Ông nổi tiếng là một nhà văn thời Tây Tấn và là một đại mỹ nam.

## Tiểu sử
Ông nội Phan Nhạc là Phan Cấn, là thái thú An Bình. Cha Phan Nhạc là Phan Tỷ, làm chức Lang Da nội sử. Anh trai Phan Nhạc là Phan Thích làm chức Thị ngự sử, em trai Phan Nhạc là Phan Báo, làm chức quan huyện lệnh huyện Yến, Phan Cư làm Tư đồ duyện, Phan Sân chưa làm quan. 
Phan Nhạc sớm nổi tiếng là có tài năng, được đồng hương khen là kỳ đồng, trở thành mạc liêu của Tuân Úc, Giả Sung, cử Tú tài. 
Nhưng Phan Nhạc không được dùng, thành ra mất 10 năm không làm gì, rồi được nhận chức Hà Dương  huyện lệnh. Phan Nhạc thấy bọn danh sĩ cùng lứa là Sơn Đào, Vương Tế, Bùi Giai được Tấn Vũ đế sủng hạnh, ông rất lấy làm uất ức và bất mãn.  Sau này ông được chuyển làm Hoài huyện lệnh.  Ở cả hai nơi  này, Phan Nhạc siêng năng làm việc, có chánh tích, nên được gọi về kinh đô, làm Thượng thư Độ chi lang, rồi thăng làm Đình úy bình. Sau đó Phan Nhạc phạm lỗi nên chịu miễn quan. 
Ngoại thích Dương Tuấn phụ chánh, lấy Nhạc làm Thái phó chủ bộ. Sở vương Tư Mã Vĩ giết Dương Tuấn, bức hại thủ hạ của ông ta. Trưởng sử của Vĩ là Công Tôn Hoành thuở hàn vi từng được Phan Nhạc chu cấp, nên cầu xin cho ông, vì thế Nhạc chỉ bị trừ danh. Ít lâu sau, Phan Nhạc được làm Trường An lệnh, rồi được triệu về kinh, bổ làm Bác sĩ, chưa nhận chức thì mẹ mất, nên chịu miễn quan. Sau đó Phan Nhạc được làm Trứ tác lang, chuyển làm Tán kỵ thị lang, thăng làm Cấp sự hoàng môn thị lang. 
Trong lúc tình hình nhiều biến động, Phan Nhạc bộc lộ tính khí khinh suất nóng nảy, liều lĩnh đầu cơ chánh trị, cùng bọn Thạch Sùng nịnh hót ngoại thích Giả Mật (cháu ngoại của Giả Sung), trở thành người đứng đầu của 24 người bạn của Mật. 
Triệu vương Tư Mã Luân giết hoàng hậu Giả Nam Phong, giành quyền phụ chánh, trọng dụng tâm phúc là Tôn Tú. Khi xưa Tôn Tú từng làm tiểu lại ở quận Lang Da, Phan Nhạc ghét thói xảo quyệt của hắn, nhiều lần đánh đập làm nhục, khiến hắn ngậm hờn, vu cáo Phan Nhạc với bọn Thạch Sùng mưu phản, rồi tru di tam tộc của ông, đến phụ nữ cũng không tha. Nhà họ Phan chỉ có con trai của Phan Thích là Phan Bá Vũ trốn thoát, mẹ của Nhạc và con gái của Phan Báo được chiếu chỉ tha chết. 

## Sự nghiệp
Thành tựu về chánh trị của Phan Nhạc chỉ có thời gian làm Lệnh của 2 huyện, nhưng thành tựu về văn chương của ông thì rất đáng kể.

### Tấu nghị
Trong thời gian làm Hoài huyện lệnh, Phan Nhạc dâng lên Thượng khách xá nghị (上客舍议), kiến nghị thu các quán trọ về để chánh quyền quản lý, nhằm ức chế thương nghiệp. Triều đình nghe theo. Sử cũ chép đầy đủ bản tấu nghị này. 

### Phú
Số lượng bài phú của Phan Nhạc ngày nay không còn nhiều, nhưng nội dung đa dạng, thông qua một số tác phẩm tiêu biểu có thể nắm được đại lược thăng trầm trên đường đời và diễn biến trong nội tâm của ông:
- Năm Thái Thủy thứ 4 (268) [14], Nhạc mới 22 tuổi, làm Tịch điền phú (藉田赋) để ca ngợi Tấn Vũ đế tiến hành nghi thức cày cấy Tịch điền. [TT 10] Nhạc nối dài truyền thống từ đời Hán, gởi gắm hoài bão chính trị của mình vào phú, nhưng tác phẩm này lại khiến ông chịu sự ganh ghét của người đời.
- Ít lâu sau khi cha vợ là Dương Triệu mất (275), người bạn thuở thiếu thời và cũng là anh em cọc chèo của Phan Nhạc là Nhâm Tử Hàm (tên là Nhâm Hộ, tự Tử Hàm, thường được gọi tên tự) mất, ông làm Quả phụ phú (寡妇赋) để miêu tả tình cảnh cô quạnh của cô em vợ [16]. Bài phú này được Nhạc trước tác trong khoảng thời gian 10 năm chẳng có việc gì để làm, khiến ông không khỏi liên tưởng đến hoàn cảnh của bản thân.
- Sau khi giành được chánh tích ở 2 huyện, Nhạc được triệu về kinh nhận chức, ông lập tức viếng mộ cha vợ và 2 anh vợ (Dương Đàm, Dương Hâm), gặp lúc gió tuyết bời bời, mộ địa rét buốt, cảm thán không thôi, làm nên Hoài cựu phú (怀旧赋).[17]
- Không lâu sau cái chết của ngoại thích Dương Tuấn (291), Nhạc nhận chức Trường An lệnh, rời Lạc Dương đi về phía tây, tại nhiệm sở làm Tây chinh phú (西征赋), thuật lại di tích, sự kiện và nhân vật lịch sử của nơi này. [TT 11] Bài phú miêu thuật những thay đổi của vùng đất Quan Trung qua các đời Tần, Sở, Hán, khéo léo bộc lộ tâm trạng bất an trước thời cuộc biến động.
- Trong thời gian chịu miễn quan vì mẹ bệnh, Nhạc tổng kết sự nghiệp chánh trị của mình, cảm thấy thất vọng, bèn làm Nhàn cư phú (闲居赋), [TT 12] miêu tả điều kiện sống hết sức tiêu dao, vui vẻ của mình. Điều này hoàn toàn tương phản với hành vi của Nhạc về sau, nên tác phẩm này chỉ có trình độ nghệ thuật cao, còn chủ đề thì không thật lòng.

### Ai lụy
Nhạc rất giỏi thể văn Ai lụy,  các thể con như Lụy (văn viếng vào ngày giỗ 1 năm), Ai từ (văn thương xót), Tế (văn điếu) đều có tác phẩm, ngày nay còn khoảng 20 bài, được Trương Phổ tập hợp trong Phan hoàng môn tập (潘黄门集, xem tại đây), đưa vào Hán Ngụy Lục triều bách tam gia tập (汉魏六朝百三家集).
Tác phẩm tiêu biểu là Dương Kinh Châu lụy (杨荆州诔, dành cho cha vợ là Dương Triệu) và Ai vĩnh thệ văn (哀永逝文, dành cho vợ).

### Thơ
Hiện còn khoảng 52 bài, được Lục Khâm Lập (逯欽立) đưa vào Tiên Tần Hán Ngụy Tấn Nam bắc triều thi (先秦漢魏晉南北朝詩, xem tại đây Lưu trữ ngày 6 tháng 7 năm 2016 tại Wayback Machine).
Tác phẩm tiêu biểu là chùm 3 bài Điệu vong thi (悼亡诗) thương tiếc người vợ đã mất.

## Thành ngữ liên quan
- Trịch quả mãn xa (掷果满车) hay trịch quả doanh xa (掷果盈车, ném trái cây đầy xe): Phan Nhạc là mỹ nam nổi tiếng, được sánh với ngọc, [TTTN 1] thiếu thời dạo chơi ở Lạc Dương, phụ nữ phát hiện, kéo nhau vây quanh, ném trái cây đầy xe. Đương thời các nhà văn nổi tiếng nhưng xấu trai là Trương Tái (张载), Tả Tư (左思) cũng học theo Nhạc mà dạo chơi, lại bị người đời sỉ vả, ném đá đến nỗi không thể ngẩng đầu lên. [TT 14] [TTTN 2]
- Bạch phát bi thu (白发悲秋, bạc đầu thương mùa thu): Phan Nhạc đã 32 tuổi mà hoạn lộ vẫn chưa thông, nhân thấy mình đã có vài sợi tóc bạc thì cảm khái, mượn điển cố Tống Ngọc, Giả Nghị thương xót mùa thu (bi thu) mà làm bài Thu hưng phú (秋兴赋) [20].
- Vọng trần nhi bái (望尘而拜, thấy bụi thì vái): Phan Nhạc siểm nịnh Giả Mật, mới thấy bụi mù của xe ông ta thì đã vái chào. [TT 15]
- Bạch thủ đồng sở quy (白首同所归, đầu bạc cùng chỗ về): Phan Nhạc bị giải đến pháp trường thì thấy Thạch Sùng đã ở đấy, than rằng khi xưa làm thơ ở vườn Kim Cốc [21], có câu "đầu bạc cùng chỗ về", đến nay thì ứng nghiệm. [TT 16]

## Hình tượng trong văn học
- Từ Lăng (Nam triều) – Lạc Dương đạo: "Phan lang xa dục mãn. Vô nại trịch hoa hà."
- Vương Bột (Đường) – Đằng vương các tự: "Thỉnh sái Phan giang, các khuynh Lục hải vân nhĩ." (sánh tài năng của Phan Nhạc như sông, của Lục Cơ như bể)
- Lý Kiệu (Đường) – Lý: "Ký vinh Phan tử phú, phương trọng Lục sanh ngôn."
- Lý Bạch (Đường) – Tống tộc đệ Ngưng chi trừ cầu hôn Thôi thị: "Diêu tri hướng tiền lộ, trịch quả định doanh xa."
- Sầm Tham (Đường) – Đông quy vãn thứ Đồng Quan hoài cổ: "Hành hành Phan sanh phú, hách hách Tào công mưu."
- Bạch Cư Dị (Đường) – Bất chuẩn nghĩ nhị thủ: "Đa vu Giả Nghị Trường Sa khổ, tiểu hiệu Phan An bạch phát sanh."
- Lý Đức Dụ (Đường) – Thu nhật đăng quận lâu vọng tán Hoàng Sơn cảm nhi thành vịnh: "Việt ngâm nhân bệnh cảm, Phan Tấn nhập thu bi."
- Lý Hạ (Đường) – Cổ Công Lư Quý tế khúc: "Phan lệnh tại Hà Dương, vô nhân tử phương sắc."
- Lạc Tân Vương (Đường) – Hòa lý minh phủ: "Tảo thiểm Phan giang triệt, trần hư Phạm tắng thanh."
- Mạnh Hạo Nhiên (Đường) – Tống Hoàn tử chi Dĩnh thành lễ: "Vi kết Phan Dương hảo, ngôn quá Yên Dĩnh thành."
- Ngư Huyền Cơ (Đường) – Nghênh Lý cận nhân viên ngoại: "Phần hương xuất hộ nghênh Phan Nhạc, bất tiện Khiên Ngưu Chức Nữ gia."
- Ôn Đình Quân (Đường) – Khốc Vương Nguyên Dụ: "Khiếp lý thi thư nghi Tạ hậu, mộng trung phong mạo tự Phan tiền."
- Vi Trang (Đường) – Đồng cựu vận: "Mạo quý Phan lang bích, văn tàm Lữ tướng kim. Đãn mai phong ngục khí, vị phát thoán đồng âm."
- Tiết Đào (Đường) – Biệt Lý lang trung: "An Nhân túng hữu thi tương phú, nhất bán âm từ tạp điệu vong."
- Tô Thức (Tống) – Hoán khê sa: "Từ Mạc năng trung tửu thánh hiền. Lưu Linh tịch địa mạc thanh thiên. Phan lang bạch bích vi thùy liên."
- Tống Kỳ (Tống) – Tàn hoa: "Cố ứng thành dị quả, trì khứ trịch Phan An."